# فيرنون كيربي
فيرنون كيربي (بالإنجليزية: Vernon Kirby)‏ مواليد 22 يونيو 1911 في ديربان، هو لاعب كرة مضرب جنوب أفريقي سابق بدأ مسيرته كمحترف سنة 1931 وكان يلعب باليد اليسرى، اعتزل اللعب في 1947. أعلى تصنيف له في الفردي كان المركز الـ 9 في سنة 1934.

## النهائيات

### الزوجي (الوصافة 2)
| الحصيلة | السنة | البطولة        | الأرضية | الشريك             | المنافس                    | النتيجة            |
| ------- | ----- | -------------- | ------- | ------------------ | -------------------------- | ------------------ |
| الوصافة | 1931  | فرنسا المفتوحة | ترابية  | نورمان فاركوهارسون | جورج لوت جون فان رين       | 4–6, 3–6, 4–6      |
| الوصافة | 1937  | فرنسا المفتوحة | ترابية  | نورمان فاركوهارسون | غوتفريد فون كرام هينر هنكل | 4–6, 5–7, 6–3, 1–6 |

### الزوجي المختلط (الوصافة 1)
| الحصيلة | السنة | البطولة           | الأرضية | الشريك     | المنافس                   | النتيجة       |
| ------- | ----- | ----------------- | ------- | ---------- | ------------------------- | ------------- |
| الوصافة | 1935  | أستراليا المفتوحة | عشبية   | بيردي بوند | لوي بيكرتون كريستيان بسوس | 6–1, 3–6, 3–6 |

## روابط خارجية
- فيرنون كيربي على موقع رابطة محترفي التنس (الإنجليزية)
- فيرنون كيربي على موقع الاتحاد الدولي لكرة المضرب (الإنجليزية)
- فيرنون كيربي على موقع كأس ديفيز (الإنجليزية)
- فيرنون كيربي على موقع خلاصة التنس.كوم (الإنجليزية)